# Rainer Haubrich
Rainer Haubrich (* 13. April 1965 in Mülheim an der Ruhr) ist ein deutscher Journalist und Architekturkritiker.

## Leben und Wirken
Rainer Haubrich wuchs in Brüssel auf und machte sein Abitur in Aachen. Er studierte Neuere Geschichte, Kunstgeschichte und Politikwissenschaft an der Universität Bonn und der FU Berlin. Er arbeitete als Assistent des Berliner Bundestagsabgeordneten Wolfgang Lüder, FDP, und als freiberuflicher Journalist. 1996 erhielt er den Deutsch-Französischen Journalistenpreis für den Essay Berlin ist nicht Paris in der Süddeutschen Zeitung.
Seit 1998 arbeitet er für die Zeitung Die Welt als verantwortlicher Redakteur für Architektur und Städtebau. 2003 wurde er stellvertretender Ressortleiter Feuilleton und 2005 Leiter des Feuilletons. Seit 2010 ist er stellvertretender Ressortleiter Meinung/Kommentare von Welt und Welt am Sonntag.
Von 2001 bis 2003 war er Mitglied im Landesdenkmalrat in Berlin. 2015 erhielt er den Schinkel-Preis der Karl-Friedrich-Schinkel-Gesellschaft.

## Schriften
- Berlin. Gestern Heute Morgen. Auf der Suche nach der Stadt. Nicolai, Berlin 1997.
- Unzeitgemäß. Traditionelle Architektur in Berlin. Mit einem Vorwort von Wolf Jobst Siedler. Berlin Edition, Berlin 1999.
- Markus Sebastian Braun (Hrsg.): Berlin – der Architekturführer. Beiträge von Rainer Haubrich, Hans Wolfgang Hoffmann, Philipp Meuser. Fotografien von Andreas Muhs, Quadriga, Berlin 2001.
- Das neue Berliner Schloss: von der Hohenzollernresidenz zum Humboldt-Forum. Vorwort von Hermann Parzinger. Nicolai, Berlin 2012.
- Karl Friedrich Schinkel: seine Bauten in Berlin und Potsdam. Nicolai, Berlin 2013.
- Berlin. Glanz und Elend eines Stadtbildes. Kleine Architekturgeschichte der deutschen Hauptstadt. Nicolai, Berlin 2015.
- Gesichter des alten Rom. 1000 Jahre Geschichte in 50 Köpfen. Braus, Berlin 2016.
- Das Scheunenviertel. Kleine Architekturgeschichte der letzten Altstadt von Berlin. Suhrkamp/Insel, Berlin 2019, ISBN 978-3-458-36462-7.
- Das Berliner Schloss. Braus, Berlin 2020.
- Der Kurfürstendamm. Eine kurze Geschichte des Berliner Boulevards. Suhrkamp/Insel, Berlin 2021.
- Die Champs-Élysées. Eine kurze Geschichte des berühmtesten Boulevards der Welt. Suhrkamp/Insel, Berlin 2024.